# Parhelia
Parhelia — ирландская рок-группа из Дублина, образованная в 2006 году на базе прекратившего существование коллектива «Revile» и исполняющая инструментальный прогрессивный пост-рок. Группа состоит из двух музыкантов. Текущий состав: Грег Кларк — гитара, клавишные, эффекты, Кахал Роджерс — бас-гитара, клавишные. Бывшие участники: Энди Кларк — ударные, Фил Кларк — гитара, Диармуд Шор — гитара, семплы.
В 2009 году, после изменений в составе, группа выпустила первый полноформатный альбом «Shifting Sands».

## Концертная деятельность
Известно, что группа проводила турне по Ирландии и Норвегии. Также группа участвовала в фестивале «Download», где выступала на одной сцене с такими командами, как Anathema, God Is An Astronaut, 65daysofstatic, Dead Soul Tribe, Cougar, Guns N’ Roses и Therapy?.

## Дискография
- 2006 — «First Light»
- 2007 — «Oceans Apart»
- 2008 — «Acoustic EP»
- 2009 — «Shifting Sands»
- 2009 — «Shifting Sands Cassette»
- 2013 — «The Precipice of Change»
- 2016 — «Precipice Demos 2012»
- 2020 — «Celestial Horizons»
- 2025 — «Pillars Of Ice» (сингл)[1]